# Ragtime (powieść)
Ragtime – powieść historyczna amerykańskiego pisarza E.L. Doctorowa z 1975. 
W powieści Ragtime Doctorow przekracza granice gatunku, wplatając historyczne odniesienia w fikcyjną strukturę. Rezultatem jest starannie skonstruowana alegoria, która ujawnia krytyczny dialog na temat współczesności i ponadczasowe pytania, czy naprawdę możliwy jest postęp, pokój, wolność, równość, a jeśli tak, to co należy poświęcić, jakie koszty ponieść. 

## Fabuła
Akcja powieści rozgrywa głównie w Nowym Jorku w latach 1902–1912, a krótkie sceny w końcowej części książki opisują przystąpienie Stanów Zjednoczonych do I wojny światowej w 1917.
Jest to opowieść o trzech rodzinach – amerykańskiej rodzinie z wyższej klasy średniej z New Rochelle, rodzinie żydowskich imigrantów z Łotwy i afroamerykańskiej parze z nowonarodzonym dzieckiem. Wszyscy oni walczą o przystosowanie się i przetrwanie w szybko zmieniającym się społeczeństwie, które z jednej strony rozwija się gwałtownie dzięki innowacjom technologicznym i industrializacji, z drugiej zaś – boryka się z niesprawiedliwością i walczy o prawa obywatelskie.
Głównymi bohaterami są Coalhouse Walker, czarnoskóry pianista jazzowy, mistrz ragtime’u i muzyki synkopowanej oraz Tateh, żydowski imigrant, artysta i prekursor filmów animowanych. Losy Walkera to studium rasizmu i wymykającej się spod kontroli eskalacji działań będących dowodem dyskryminacji rasowej. Z kolei dzieje Tateha to opis procesu ziszczania się american dream.

## Postaci historyczne
W powieści na tle autentycznych wydarzeń przeplatają się losy bohaterów fikcyjnych i postaci historycznych, takich jak potentat finansowy J.P. Morgan, przemysłowiec w branży samochodowej Henry Ford, słynny iluzjonista Harry Houdini, anarchistka Emma Goldman wspierająca filantropijną działalność Evelyn Nesbit – popularnej w owym czasie modelki i tancerki rewiowej, zamieszanej w zabójstwo swojego byłego kochanka, nowojorskiego architekta Stanforda White’a, zamordowanego przez jej niezrównoważonego męża, dziedzica wielomilionowej fortuny, Harry’ego Thawa. Innymi znanymi osobami wspomnianymi w powieści są: polarnik Robert Peary i jego czarnoskóry asystent Matthew Henson, arcyksiążę Ferdynand i jego żona Zofia, Sigmund Freud, Carl Jung, Theodore Dreiser, Jacob Riis i meksykański rewolucjonista Emiliano Zapata.

## Wpływy
Wątek dotyczący Coalhouse’a Walkera, którego imię i perypetie są nawiązaniem do noweli Michael Kohlhaas (1811) niemieckiego pisarza Heinricha von Kleista. Jednoznacznym odniesieniem jest zwłaszcza ta część powieści Ragtime, która opisuje upokorzenie Coalhouse’a i jego coraz bardziej niezrównoważone poszukiwania rozwiązania przywracającego mu godność. Doctorow potwierdził, że ta zbieżność nie jest przypadkowa, lecz jest celowym hommage, wyrazem jego hołdu złożonego mistrzowi Kleistowi. Krytycy są jednak podzieleni w swojej opinii, czy jest to literacka adaptacja, czy plagiat.

## Nagrody
(na podstawie materiałów źródłowych
- 1975 – National Book Critics Circle – wygrana
- 1976 – Nebula Award for Best Novel – nominacja
- 1976 – nagroda Amerykańskiej Akademii Sztuki i Literatury – wygrana

## Adaptacje
- 1981 – Ragtime film fabularny – reż. Miloš Forman
- 1998 – Ragtime musical – Lynn Ahrens/Stephen Flaherty